# Johnsonville (Indiana)
Johnsonville es un área no incorporada ubicada en el condado de Warren en el estado estadounidense de Indiana.

## Geografía
Johnsonville se encuentra ubicado en las coordenadas 40°13′39″N 87°29′11″O / 40.22750, -87.48639.

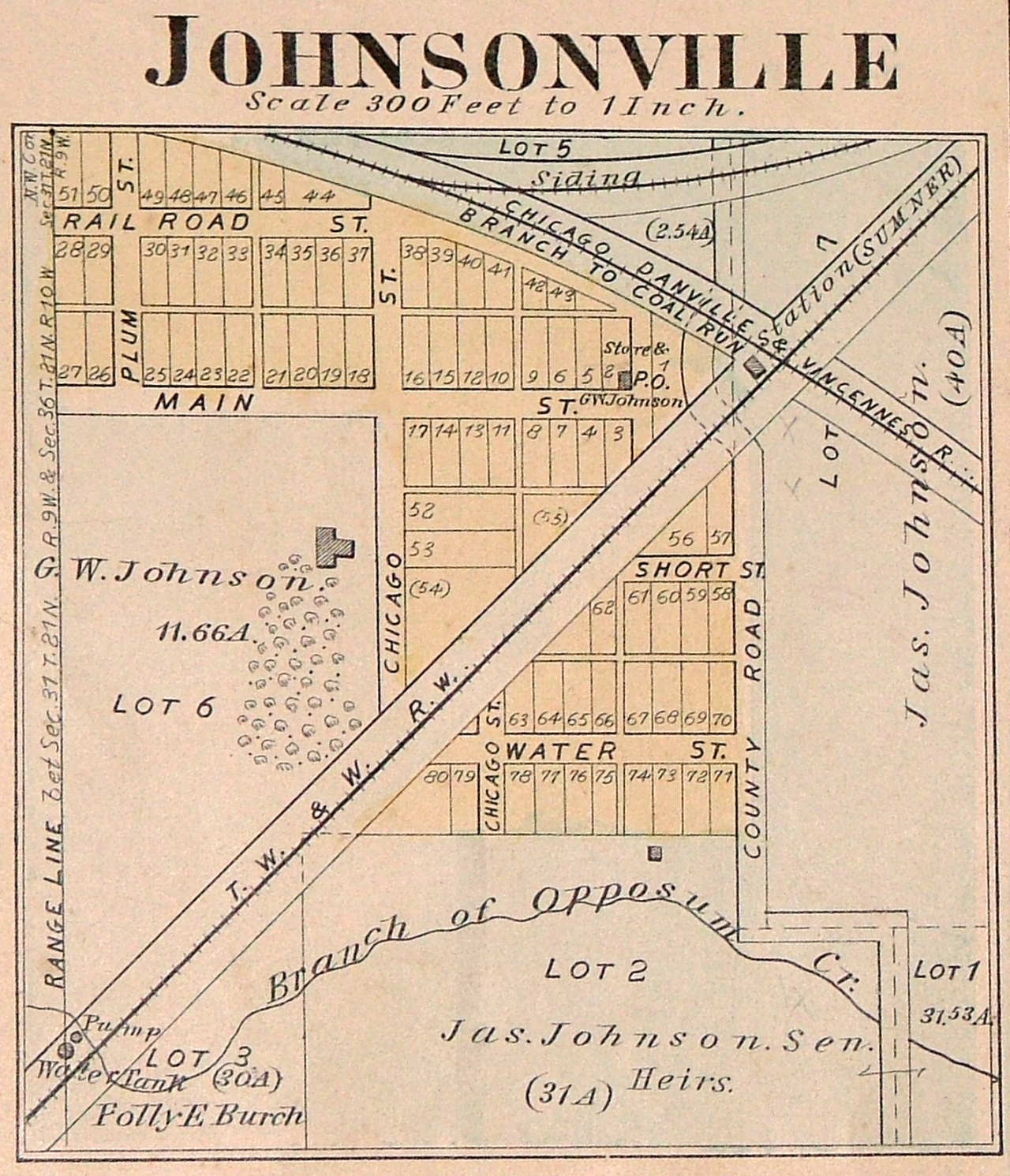
Un mapa del atlas del condado de Warren de 1877